# René Martel
René Martel (geboren 23. August 1893 in Baume-les-Dames; gestorben 6. Januar 1976 in Neuilly-sur-Seine) war ein französischer Historiker. In seinem Werk beschäftigte er sich hauptsächlich mit Mittel- und Osteuropa. Nachdem er sich schon zuvor prodeutsch geäußert hatte, kollaborierte er während der deutschen Besatzung Frankreichs mit der Besatzungsmacht, wofür er nach dem Zweiten Weltkrieg zu einer langjährigen Strafe verurteilt wurde.

## Leben
René Martel war während des Ersten Weltkriegs Pilot. Mit dieser Zeit befasste sich sein 1937 (in einer erweiterten Ausgabe 1939) erschienenes Werk L’aviation française de bombardement (Die französische Luftbombardierung), das 2007 in einer überarbeiteten englischen Übersetzung wieder aufgelegt wurde. Im Rahmen einer Doktorarbeit hielt er sich für eine Weile in der Sowjetunion auf, mit dortigen antireligiösen Bestrebungen befasste sich sein 1933 erschienenes Buch Le Mouvement antireligieux en U.R.S.S. (1917–1932). Martel war Co-Autor einer Biografie Iwan Masepas, des Weiteren behandelten seine Arbeiten u. a. Polen, Slowenien und die Ukraine. Er arbeitete als Dozent an der Sorbonne und später als Grammatiklehrer am Pariser Lycée Montaigne.
In der Zwischenkriegszeit bildete Martel zusammen mit Jean Luchaire und Eugène Bestaux einen Kreis, der mit Louise Weiss freundschaftlich verbunden war, im Monde Nouveau sowie bei André Delpeuch publizierte und sich an der Paneuropa-Union, der Académie des droits des peuples und der Action internationale des nationalistes beteiligte.
1930 erschien mit Les frontières orientales de l’Allemagne (ins Englische und Deutsche übersetzt, letztere Ausgabe erhielt den Titel Deutschlands blutende Grenzen) ein Beitrag Martels zur polnisch-deutschen Grenzfrage, in dem er für Deutschland Stellung bezog. Während der deutschen Besatzung Frankreichs brachte er seine Sympathien deutlich zum Ausdruck, so schrieb er als Auslandsredakteur des Paris-Soir gegen eine „Yankee-Bestialität“ und als Nachfolger des im Februar 1943 verstorbenen emeritierten Völkerrechtsprofessors Louis Le Fur Artikel für das deutsche Besatzungsorgan Brüsseler Zeitung. Anschließend war er noch bei La France, der Zeitung des nach Sigmaringen ausgewichenen Vichy-Regimes, für den Kulturteil tätig. Des Weiteren stellte sich Martel durch seine Beratung von Friedrich Grimm im Bereich der Literatur und seinen 1941 publizierten Principes du national socialisme (Grundsätze des Nationalsozialismus) auf die Seite der Okkupanten.
Für seine Kollaboration wurde Martel nach dem Krieg zu zehn Jahren Zwangsarbeit und dem Entzug der bürgerlichen Ehrenrechte verurteilt. Weitere Werke sind von ihm anschließend nicht mehr erschienen.
Seit der Veröffentlichung von Deutschlands blutende Grenzen findet sich gelegentlich besonders in deutscher revanchistischer bzw. revisionistischer Literatur und wurde auch durch Personen wie dem einstigen Reichsaußenminister Julius Curtius weiterverbreitet, dass Martel Professor für Slawistik gewesen sei, was bereits 1933 durch die Ligue pour la Paix par le respect des traités als falsch zurückgewiesen wurde. Tatsächlich gibt es dafür, dass Martel ein Professor für Slawistik war, ansonsten keinen Hinweis, innerhalb Frankreichs wird er nur als Historiker geführt.  Möglicherweise lag hier eine Verwechslung mit einem gleichnamigen Dozenten der slawischen Sprachen und Literatur an der Universität Lille vor, der bereits Anfang der 1930er Jahre im Alter von 32 Jahren starb.

## Schriften (Auswahl)
- Xavier Marmier : un précurseur ignoré des études slaves en France. Paris : E. Champion, 1925
- La Slovéne et les problèmes politiques contemparains. Paris : Felix Alcan, 1926
- La Pologne et nous : la légende et l’histoire chimères et réalités. Paris : A. Delpeuch, 1928
- Les blancs-russes : étude historique, géographique, politique et économique. Paris : André Delpeuch, 1929
- Les frontières orientales de l’allemagne. Paris : Rivière, 1930
  - Deutschlands blutende Grenzen. Übersetzung Wilhelm Scheuermann. Oldenburg : Stalling, 1930
  - Schidni kordony Nimec̆c̆yny. Charkiv : Derz̆avne wyd. "Proletar", 1931
- La France et la pologne : réalités de l’Est Européen. Paris : Riviere, 1931
- Élie Borščak; René Martel: Vie de Mazeppa. Paris : Calmann-Levý, 1931
  - Il'ko Bors̆c̆ak; Rene Martel: Ivan Mazepa : žyttja j poryvy velykoho het'mana. Lemberg : Nakladom Červonoï Kalyny, 1933
- La Ruthénie subcarpathique. Paris : Hartmann, 1935
- Le problème de l’Ukraine. Paris : Centre d’études de politique étrangère, 1938
- Le mouvement antireligieux en URSS : 1917–1932. Paris : Rivière, 1939
- Edwin Erich Dwinger: La mort en Pologne. Übersetzung René Martel. Paris : Denöel, 1941
- Friedrich Grimm; Marcel Déat; René Martel: La France et le corridor polonais. Paris : La Technique du Livre, 1941